# هنري بيكر تريسترام
هنري بيكر تريسترام (11 مايو 1822 - 8 مارس 1906) رجل دين وباحث في الكتاب المقدس، ورحَّالة، وعالم طيور إنجليزي. أحد علماء الطبيعة الدينيين، ومن أوائل مؤيدي نظرية داروين في التطور العضوي، ولكن لفترة قصيرة من الزمن، محاولاً التوفيق بين التطور والخلق.

## سيرته
كان ابن القس هنري بيكر تريسترام، الذي ولد في قسيسية إيجلينجهام، بالقرب من ألنويك، نورثمبرلاند. درس في مدرسة دورهام وكلية لينكولن في أكسفورد. في عام 1846 تمت رسامته كاهنًا.

## العمل الدبلوماسي والعلمي والتبشيري
كان تريسترام سكرتيرًا لحاكم برمودا من عام 1847 إلى عام 1849. استكشف الصحراء الكبرى ، وفي عام 1858 زار فلسطين، وعاد إليها في عامي 1863 و1872، وقسم وقته بين ملاحظات التاريخ الطبيعي وتحديد المواقع المذكورة في العهدين القديم والجديد. في عام 1873 أصبح قسيسًا لكاتدرائية دورهام . وفي عام 1881 سافر مرة أخرى إلى فلسطين ولبنان وبلاد ما بين النهرين وأرمينيا. كما قام برحلة ثانية إلى اليابان لزيارة ابنته، كاثرين أليس سالفين تريسترام، في عام 1891. كانت مبشرة ومديرة مدرسة في أوساكا. كانت أول امرأة مبشرة في جمعية التبشير الكنسي تحصل على درجة علمية. وفي مذكراته التي دونها أثناء رحلاته في فلسطين، وصف البدو واليهود والمسلمين بألفاظ مهينة.
في عام 1858، قرأ أوراق تشارلز داروين وألفريد راسل والاس المنشورة في نفس الوقت، والتي عُرضت في جمعية لينيان، ونشر ورقة في مجلة إيبيس، جاء فيها أنه بالنظر إلى "سلسلة من حوالي ١٠٠ قبرة من أنواع مختلفة أمامي... لا يسعني إلا أن أشعر بالاقتناع بآراء السيدين داروين ووالاس". حاول التوفيق بين هذا القبول المبكر للتطور والخلق. بعد المناظرة الشهيرة في أكسفورد بين توماس هنري هكسلي وصامويل ويلبر فورس، رفض تريسترام الداروينية بعد قبوله المبكر للنظرية.
كان تريسترام أحد مؤسسي وأعضاء الاتحاد البريطاني لعلماء الطيور، وتم تعيينه زميلاً للجمعية الملكية في عام 1868. كان إدوارد بارتليت، عالم الطيور الإنجليزي وابن أبراهام دي بارتليت، يرافق تريسترام إلى فلسطين في عامي 1863 و1864. خلال رحلاته، جمع مجموعة كبيرة من جلود الطيور، والتي باعها إلى متحف ليفربول العالمي.

## أعماله المنشورة
شملت منشورات تريسترام:
- الصحراء الكبرى (1860)
- التاريخ الطبيعي للكتاب المقدس (1867) الطبعة العاشرة (1911)
- مشاهد في الشرق (1870)
- بنات سوريا (1872)
- مسارات فلسطين (1882)
- الحيوانات والنباتات في فلسطين (1884)
  - مسح غرب فلسطين: الحيوانات والنباتات في فلسطين (1884)
- العادات الشرقية في بلاد الكتاب المقدس (1894) والتجوال في اليابان (1895)

## إرثه
تم تسمية عدد من الطيور باسمه، بما في ذلك زرزور تريسترام (ويسمى أيضًا زرزور تريسترام)، وطائر تريسترام، وطائر تريسترام المغرد، ونقار الخشب تريسترام، وطائر السيرين تريسترام، وطائر النوء تريسترام. كما أعطى اسمه أيضًا للجربوع Meriones tristrami  (ويسمى أيضًا جرد تريسترام). يتم الاحتفال به أيضًا بالاسم العلمي لنوع من السحالي، Acanthodactylus tristrami .

## حياته الخاصة
تزوج من إليانور ماري بولبي في تشيلتنهام في 5 فبراير 1850. كان من بين أطفالهم الثمانية المبشرة ومديرة المدرسة كاثرين أليس سالفين تريسترام.